# Autoaprendizaje

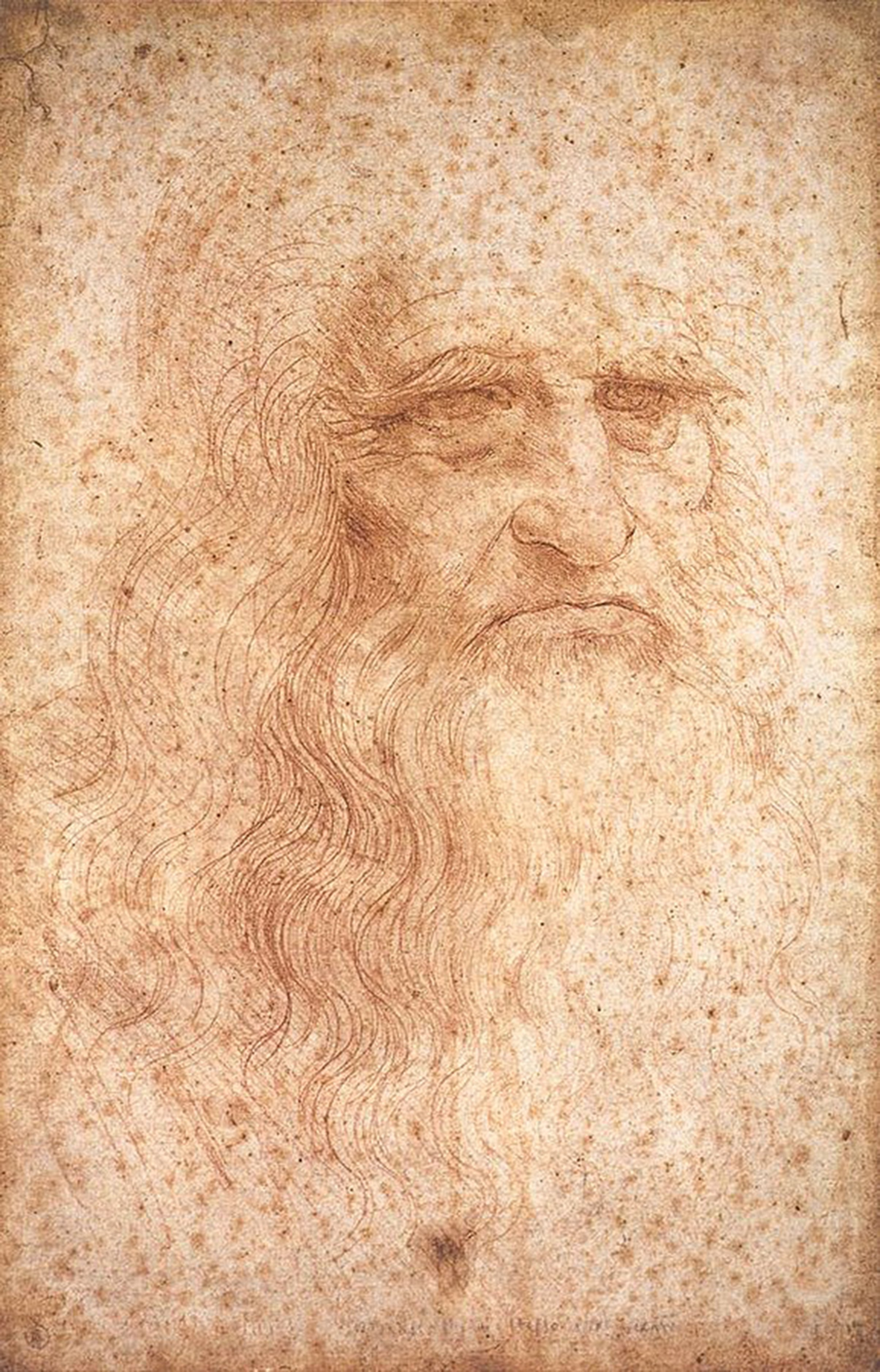
Leonardo da Vinci, conocido autodidacta.

El término autoaprendizaje estrictamente hace referencia a aprender uno mismo en un acto autorreflexivo. El autodidacta es quien se enseña a sí mismo. De allí que para referirse al aprendizaje llevado a cabo por uno mismo, sea más adecuado utilizar el término aprendizaje autónomo. Consiste en aprender mediante la búsqueda individual de la información y la realización también individual de prácticas o experimentos. A una persona que aprende por sí solo se le llama autodidacta.
El autoaprendizaje es algo que el ser humano, los mamíferos y otros animales poseen en sí mismos y se pone en evidencia cuando juegan. Jugar, aunque a veces no se tiene presente, tiene la función principal de aprender nuevas habilidades o mejorar las que ya se poseen. El autoaprendizaje puede alcanzarse tanto de manera individual como grupal; en el caso del autoaprendizaje grupal todo el grupo se orienta a una búsqueda de conocimiento mientras cada integrante del grupo identifica y propone saberes, preguntas y perspectivas pertinentes para que todos ordenen el nuevo saber en su malla cognitiva.
Muchas veces, el autoaprendizaje comienza jugando, y pasado un tiempo se descubre que se ha aprendido mucho de este modo y que no solo sirve para pasárselo bien.
Entonces a manera de síntesis, podemos afirmar que la autonomía en el aprendizaje es la facultad que tiene una persona para dirigir, controlar, regular y evaluar su forma de aprender de forma consciente e intencionada, haciendo uso de estrategias de aprendizaje para lograr el objetivo o meta deseados. Esta autonomía debe de ser el fin último de la educación, que se expresa en cómo aprender a aprender.

## El aprendizaje con relación al espacio
Los individuos adquieren su aprendizaje en torno a su contexto, en primer lugar se puede hablar del medio real objetivo, es la parte cuantificable y la más próxima; en segundo lugar el medio operacional, que hace referencia al medio en donde un individuo realiza sus actividades de manera cotidiana; y finalmente el medio de comportamiento, en donde se ponen en práctica, a través de ejercicios cognitivos, los conocimientos adquiridos en los otros espacios.
Si bien el ejemplo anterior se aplica claramente en la adquisición de conocimientos de la vida diaria, conocimientos que se obtienen a través de juegos, pláticas, etc.; el autoaprendizaje no solo está limitado al ámbito escolar, también es aplicable a la experiencia de los individuos a través de las acciones que estos realizan.

## Ventajas
Esta forma de aprender tiene sus ventajas:
- Fomenta la curiosidad, la investigación y la autodisciplina.

- Se aprende a resolver los problemas por uno mismo.

- Mucha gente siente que se divierte mucho jugando, pero que ocurre todo lo contrario en la escuela.

- Al no tener que seguir el ritmo de un grupo, se puede dedicar más tiempo en lo que se tiene dificultades y menos a lo que resulta más fácil para uno mismo.

- Es más constructivo (Ver más adelante).

- Mucha gente que autoaprende comenta que esa tarea no solo le ha permitido confeccionar dicha habilidad, sino que también ha ayudado a formar su personalidad de forma positiva.

Por el contrario, puede aparecer algún problema al que no se le encuentre solución, por lo menos sin dificultad. Pero en cualquier momento se puede pedir ayuda a alguien con conocimientos, en alguna lista de correo, foro, grupos de noticias, alguna asociación que trate el tema o por otro medio.
Siempre habrá alguien que haya tenido la misma duda que uno mismo, por eso es muy importante exponer el problema y, en su caso, la solución encontrada.
Aunque esta ayuda pueda parecer desinteresada, en realidad el que resuelve el problema puede encontrar un problema interesante que le haga pensar y aprender; y además, ayudar a otro con los mismos intereses de uno, puede hacer al enseñado más capaz de resolverle problemas al enseñante en el futuro.
Estos dos beneficios para el enseñante fomentan que este ponga mucho interés en ayudar. En el autoaprendizaje los papeles de enseñante y enseñado se intercambian continuamente.
Otra desventaja sería la siguiente: por más que el aprendizaje autónomo tenga información útil y correcta por parte del autodidacta, no tiene aval social como lo tiene un título oficial y su consecuente validez en el ámbito laboral y académico.

## Definición de aprendizaje
Aprendizaje es un cambio relativamente permanente en el repertorio comportamental (conductual) de un sujeto producto de la experiencia y del cual podemos inferir cambios neurofisiológicos
Existen diversas teorías del aprendizaje, cada una de ellas analiza desde una perspectiva particular el proceso.
Aprendizaje en línea
Por autoaprendizaje se entiende el aprendizaje logrado por el estudiante en su relación individual o grupal con las TIC como mediadoras, no intencionado por intereses o requerimientos escolares y en conexión directa con los intereses, motivaciones y necesidades del propio alumno. El autoaprendizaje corresponde a lo que los alumnos aprenden a través de las TIC, cuando a partir de sus propios objetivos gestionan el uso del computador. En este sentido, se pueden distinguir dos tipos de aprendizaje distintos: el aprendizaje a través de las TIC exigido por la experiencia escolar y el autoaprendizaje a través del computador gestionado por el joven en la escuela y, generalmente, fuera de ella. 
- El aprendizaje asistido por la computadora es interactivo; la máquina proporcionará textos, gráficos, fotografías, animaciones, fotogramas de películas y sonido grabado, a los que el estudiante puede responder de varias maneras, con un ratón, con el teclado e incluso con la voz.

- Collins (1998) distingue por lo menos cinco posibles usos del cómputo en la educación.

- Para llevar a cabo tareas. Uso de procesadores de texto, hojas de cálculo, herramientas de dibujo, herramientas para presentaciones, uso de lenguajes de programación, entre muchos más posibles usos.
- Sistemas integrados del aprendizaje. Estos integran actividades de aprendizaje (normalmente en solitario) y un registro de las mismas que sirven de referente para el docente, la administración y el alumno.
- Simuladores y juegos. Diseñados normalmente como un ejercicio lúdico pero educativo. Redes de comunicación. Donde normalmente los profesores y estudiantes interactúan por medio de las herramientas de interconexión como: las páginas web dinámicas, el correo electrónico, los foros en web y las bases de datos.
- Entornos de aprendizaje interactivos. En estos entorno el estudiante tiene un rol activo, normalmente simula el desempeño una profesión u oficio mientras obtiene una retroalimentación a su desempeño.
- Entorno personal de aprendizaje (PLE, por sus siglas en inglés: Personal Learning Environment). Mediante este término se denomina al conjunto de elementos utilizados para gestionar/organizar el aprendizaje personal. Incluye recursos, actividades, fuentes de información, perfiles de personas..[3]

¿Cómo evaluar el aprendizaje en línea?
Primero que nada veamos qué es el aprendizaje desde el punto de vista constructivista: 
Todo aprendizaje consiste en una serie de acciones orientadas hacia
determinadas metas [...] estas acciones involucran a la totalidad de la persona
humana [...] Estas acciones o conductas son toda reacción del ser humano ante 
estímulos externos e internos, en su permanente adaptación al medio. Se trata
de acciones simbólicas: analizar, relacionar, generalizar, etc.; así como
sentimientos, valoraciones y formas de relación con el medio social [...] Una 
persona aprende cuando se plantea dudas, formula hipótesis, retrocede ante 
ciertos obstáculos, arriba a conclusiones parciales, siente temores a lo 
desconocido, manipula objetos, verifica en una práctica sus conclusiones, etc.[...] 
es decir, cuando se producen modificaciones, reestructuraciones en su
conducta.
A partir de lo anterior se comprende que la función del profesor en el proceso enseñanza-aprendizaje sea la de orientador y guía, la de coordinador. Su papel no es más el de transmitir contenidos, ni el de un sujeto que enseña o dicta el deber ser, sino que conjuntamente con los otros participantes -los estudiantes de manera individual y como grupo- aprende y enseña. Enseña a los estudiantes pero aprende de ellos.
La evaluación debe estar más interesada en el proceso de aprendizaje que en el producto. Es un elemento presente en todo el desarrollo pedagógico que ya no es de la competencia exclusiva del profesor-coordinador, es responsabilidad de todos, y asume los siguientes rasgos: 
• Totalizador, integrador de todo el proceso, no únicamente de una de sus fases. 
• Histórico, al retomar para su análisis los momentos por los que pasa el grupo. 
• Comprensivo de la situación no solo grupal, sino institucional. 
• Transformador de la práctica educativa, y por lo tanto no se puede relegar al final.
La evaluación se entiende como un proceso de investigación, de indagación para determinar cómo se va desarrollando el proceso de aprendizaje en el grupo: sus logros, sus tropiezos, la participación de los elementos involucrados, la interacción con el objeto de conocimiento, etcétera. 
Los instrumentos que han de utilizarse son de carácter más amplio que las pruebas o los registros. Más bien
entrarían aquí las discusiones, análisis en plenarias, observación por los diferentes miembros del grupo de la actividad grupal, la autoevaluación. Los elementos a evaluar serían: la participación del coordinador, del estudiante, del grupo; las condiciones en que se concreta el trabajo o tarea; y todos aquellos otros que los
participantes determinen, involucrándose desde luego los contenidos o aprendizajes que fueron alcanzados o no, así como las posibles causas. Para este último elemento se considera que es útil la discusión grupal de los temas, la presentación y defensa de trabajos elaborados individualmente o en pequeños grupos (productos de aprendizaje), entre otras posibilidades. Esto rescata la dimensión formativa del proceso evaluativo.
El proceso debe darse en diferentes momentos: al inicio, después de cierto número de sesiones o de contenidos abordados, al final. Esto no quiere decir que no se trate de un proceso permanente, puesto que los elementos para emitir un juicio sobre el desarrollo del proceso se recogen día a día, en el trabajo cotidiano. 
Los exámenes a libro abierto, por temas, los trabajos, los ensayos y la elaboración de reportes de investigación, son instrumentos utilizables que además de ser formativos en sí permiten aproximaciones cercanas a la realidad. Esto no descarta el uso de otros instrumentos más tradicionales como los exámenes
objetivos, aunque en estos casos sería deseable que se utilizaran en combinación con otros medios; es sabido que tienen carácter memorístico y no propician la reflexión del estudiante. 
No hay que perder de vista que una modalidad participativa de evaluación busca subsanar por un lado, la verticalidad que en los otros modelos evaluativos existe y por otro, retoma al proceso enseñanza-aprendizaje en su conjunto.

## Aprendizaje constructivo
Normalmente en el aprendizaje de la escuela el profesor da y el alumno recibe; al profesor se le paga y el alumno paga, aunque sea indirectamente. Y de hecho se vería como un absurdo que el alumno cobrara por estudiar, ya que el beneficio es para él mismo.
Pero en el autoaprendizaje, los papeles de alumno y profesor no existen o se intercambian continuamente. Además, el que está en el papel de profesor en ese momento no deja de aprender, ya que al enseñar ve problemas desde otro punto de vista y fija aún más sus conocimientos. Es por ello que se considera constructivo; no solo se beneficia el que aprende sino también los demás.
El autodidacta, además de enseñar mientras aprende, puede ser productivo con otras cosas, como crear un programa útil, hacer un montaje electrónico, cuidar un niño, etc., y sin dejar de aprender.

El hecho de que los autodidactas puedan ayudarse entre ellos con ninguna o mucha menos intervención de un profesor como tal (y muchas veces el profesor será alumno), hace que el costo del autoaprendizaje sea mucho menor. E incluso al ser productivo, se pueda recompensar al alumno económicamente.
El autodidacta es prácticamente aquella persona independiente que piensa y enseña de una manera individual y específica, valorando siempre objetivos propuestos en dichos temas. El autodidacta es un ser productivo, un ser que enseña y aprende, un ser que motiva la enseñanza a las demás personas.
La autonomía en el aprendizaje proporciona libertad y capacidad crítica, y es, ciertamente uno de los intereses para formar autonomía y libertad de criterio y acción como personas, ciudadanos y profesionales.

## Desarrollo de habilidades del autoaprendizaje
Los profesores se han preguntado muchas veces, por qué ante una misma clase, unos alumnos aprenden más que otros. ¿Qué es lo que distingue a los alumnos que aprenden bien de los que lo hacen mal? Existen muchas diferencias individuales entre los alumnos que causan estas variaciones. Una de ellas es la capacidad del alumno para usar las estrategias de aprendizaje.
A pesar de que el autoaprendizaje es en parte naturaleza del ser humano, un gran factor de éxito, es la disciplina, y correcta administración de los tiempos a las diferentes estrategias de estudios, es decir el hacer de nosotros mismos estudiantes proactivos.
El término aprender se suele asociar al mundo académico, pero aprender es algo que dura para toda la vida, empieza desde el mismo momento de nacer y continua de manera permanente a través del desarrollo personal y social de cada persona.
Cabe mencionar que en el aprendizaje existen también factores que intervienen de manera directa para el éxito o fracaso del mismo, como son: factores cognitivos, factores afectivo-sociales, factores ambientales y de organización.
Para que un estudiante logre el desarrollo de habilidades de autoaprendizaje de manera eficaz, se requiere una serie de cambios en su estructura de conocimiento, para lo cual necesita conocer capacidades, habilidades, estrategias y técnicas que puedan utilizarse de forma general, en situaciones concretas. Existen tres elementos importantes para lograr el autoaprendizaje: el aprendizaje permanente, el estudio independiente y la responsabilidad.

## Responsabilidad
Es la habilidad para responder a lo que por deber u oportunidad de crecimiento me corresponde. Es pensar, analizar y anticiparse en la intención final, en el actuar o en el dejar de actuar, aceptando las consecuencias y dando cuentas de nuestros actos y pensamientos, además de cumplir bien con nuestros compromisos y obligaciones en beneficio de todos.

## Estrategias de autoaprendizaje
Son estrategias que favorecen el aprender a aprender, tales como los mapas, los cuales son gráficos que nos ayudan a visualizar conceptos y relaciones existentes entre ellos, son una guía para la comprensión de temas. como algunos ejemplos tenemos:
- Esquema de características o de "araña": Sirve para representar información que explique un concepto, tema, objeto, situación o persona, como su nombre lo indica, refiere las características del mismo.
- Mapa de secuencias u ordenamiento: para representar información que contenga información secuencial, por ejemplo una práctica de laboratorio.
- Mapa de jerarquía o sub temas: representa contenidos de un texto en su correspondiente orden.
- Mapa conceptual o "de llaves": usado para plasmar el contenido de un tema desglosado en sus diferentes sub temas y estos en sus características principales, comúnmente se usan llaves.
- Cuadros comparativos: para plasmar información que se puede visualizar y establecer comparaciones entre temas.
- Mapas esquemáticos: el mapa debe estar formado por un mínimo de palabras, utilice únicamente ideas clave e imágenes, inicie desde el centro de la hoja anotando la idea central y a partir de esa idea genere una lluvia de ideas que estén relacionadas con el tema.
- Mapa semántico: es una estructuración de la información en categoría representada gráficamente, permite que el alumno tome conciencia de la relación de las palabras entre sí.

Entre otras estrategias que el alumno puede aplicar para tener un buen autoaprendizaje.

## Crítica al autoaprendizaje
Hay quienes se oponen al autoaprendizaje porque afirman que no todas las personas tienen las herramientas necesarias para juzgar si la información que están obteniendo es fiable, o si es objetiva o pertinente. Por ello, defienden que el aprendizaje debe realizarse guiado a través de ciertos niveles. Además, el autoaprendizaje, si bien puede significar la incorporación de información útil y correcta por parte del autodidacta y la permanente estimulación de su inteligencia, corre con la desventaja de no tener un aval social como lo tiene un título oficial y su consecuente validez en el ámbito laboral y académico (aval social).
A pesar de la cantidad de conocidos autodidactas como Leonardo da Vinci, Nikola Tesla, José Carlos Mariátegui, Jorge Luis Borges, Jean-Michel Basquiat, Stanley Kubrick o José Saramago, debido al progreso en la educación existente en los países desarrollados, la técnica del autoaprendizaje ha pasado de ser algo necesario a algo voluntario. Por este motivo, además del aval social, es menos frecuente encontrar profesionales expertos en temas como medicina, arquitectura, física o cualquier ingeniería que no hayan recibido una educación previa en ese campo. En estos casos, resulta necesario poseer un título oficial para poder reconocer estos conocimientos.
Asimismo, por considerarse que el «aprendizaje» es una función propia del individuo, es preferible no agregar la expresión «auto». En su caso, será mejor «aprendizaje autodirigido» o «aprendizaje de forma autodidacta».